# سیکرت
سیکرت (انگلیسی: Secret) یک بوزدا/ضد تعریق زنانه است، که از سال ۱۹۵۶ توسط شرکت پروکتر اند گمبل در آمریکا تولید می‌شود.